# Beamoas
Beamoas (Bea Moas, Biamoas) ist eine osttimoresische Aldeia im Suco Colimau (Verwaltungsamt Bobonaro, Gemeinde Bobonaro). 2015 lebten in der Aldeia 476 Menschen.

## Geographie
Beamoas liegt im Norden des Sucos Colimau. Südlich befindet sich die Aldeia Lo’o Dasi und nordwestlich die Aldeias Tegoabe, Atublogo und Manunia. Im Südwesten grenzt Beamoas an den Suco Maliubu, im Norden an den Suco Atara und im Osten an den Suco Mau-Ulo. Die Nordgrenze bildet der Marobo. Im Osten reichen die Ausläufer der Ramelau-Berge in die Aldeia hinein.
Entlang der Südwestgrenze führt die Überlandstraße von Maliana nach Atsabe. Im Westen liegt das Dorf Beamoas. Hier befinden sich das Zentrum der Aldeia Beamoas und eine Grundschule.

## Politik
2023 wurde Lourenso Amaral zum Chefe de Aldeia gewählt.